# یواس‌اس اردنت (ای‌ام-۳۴۰)
یواس‌اس اردنت (ای‌ام-۳۴۰) (به انگلیسی: USS Ardent (AM-340)) یک کشتی است که طول آن 221 ft 3 in (67 m) می‌باشد. این کشتی در سال ۱۹۴۳ ساخته شد.